# Klaus Peter Matziol
Klaus Peter Matziol (Hannover, 29 settembre 1950) è un bassista tedesco, noto per il suo lavoro con gli Eloy, nonché per la sua carriera solista..

## Biografia
Matziol ha iniziato a suonare la chitarra da adolescente. Con la sua seconda band, "The Generals", è già apparso come "spalla" per i Rattles and the Lords. Nel 1968 incontrò il suo futuro compagno di band Jürgen Rosenthal, con il quale fondò "Morrision Gulf". Morrison Gulf è stato seguito da "Boorturm", dove è passato al basso, con i quali registrò un album. 
Nel 1976 incontrò Frank Bornemann, che era alla ricerca di musicisti per il suo nuovo gruppo, gli Eloy. Matziol rimase bassista degli Eloy fino al 1984, ma dal 1991 in poi ci fu un graduale ritorno. Dal 1994 è di nuovo membro della band ed è considerato il bassista di Eloy per eccellenza per il suo particolare stile di esecuzione.
Il suo primo progetto solista è stato pubblicato nel 1983 "Matze". Dopo la separazione dagli Eloy nel 1984, seguirono altri progetti solisti, così come progetti con alcuni ex musicisti degli Eloy. Dall'inizio degli anni 1990, Matziol ha lavorato a tempo pieno nella gestione dei tour, oggi come amministratore delegato della società Peter Rieger Konzertagentur.

## Discografia

### Solista
- 1983 - Matze
- 1985 - Vogelfrei

### Eloy
- 1973 - Inside
- 1974 - Floating
- 1975 - Power And The Passion
- 1982 - Time to Turn
- 1983 - Performance
- 1984 - Metromania
- 2017 - The Vision, the Sword and the Pyre - Part 1
- 2019 - The Vision, the Sword and the Pyre - Part 2
- 2023 - Echoes from the Past